# 岐阜県立岩村高等学校
岐阜県立岩村高等学校 （ぎふけんりついわむらこうとうがっこう）とは、岐阜県恵那市に所在した公立の高等学校。閉校までに約1万3,000人余が卒業した。
2007年4月より岐阜県立明智商業高等学校と統合して、岐阜県立恵那南高等学校として新たに生まれ変わり、全日制（単位制）の総合学科が設置された。同校の校舎は恵那南高岩村校舎として2009年まで使用され、その後、岐阜県立恵那特別支援学校として使われている。

## 設置学科
- 普通科

## 所在地
- 〒509-7493 岐阜県恵那市岩村町133-3

## 学校概要
- 創立 1927年（昭和2年）

岩村藩の藩校であった知新館の跡地

## 沿革
- 1927年 岐阜県立恵南実科女学校として設立
- 1948年 岐阜県立岩村高等学校に改称する
- 1949年 農業科を設置
- 1952年 商業科を設置
- 1958年 商業科募集停止
- 1966年 農業科募集停止
- 2007年 岐阜県立明智商業高等学校と統合により閉校。岐阜県立恵那南高等学校となる

## 部活動
多くの部活が活躍しており、特にスケート部は毎年インターハイや国民体育大会に出場して、上位入賞をしている。
| - 運動系部活動 - 硬式野球部 - 硬式テニス部 - バスケットボール部 - スケート部 - ソフトテニス部 - バレーボール部 - 陸上競技部 - 弓道部 | - 文化系部活動 - ブラスバンド部 - コンピュータ部 |

## アクセス
- 明知鉄道 「岩村駅」より徒歩約15分